# Музей Шайхзады Бабича
Музей Шайхзады Бабича — музей классика башкирской национальной литературы, участника башкирского национально-освободительного движения, одного из членов Башкирского Правительства (1917—1919), находится в селе Асяново Дюртюлинского района Башкортостана.
Музей был открыт в 1995 году к 100-летию со дня рождения Шайхзады Бабича и с 2002 года является филиалом Государственного бюджетного учреждения культуры и искусства «Национальный литературный музей Республики Башкортостан».
Музей состоит из трех экспозиционных залов. В зале истории села Асяново представлены документы  истории села, генеалогия, сведения об известных уроженцах.
В зале жизни и творчества Шайхзады Бабича представлены номера журнала «Акмулла» с автографами поэта, книга «Шиғырҙар мəжмүғəһе» («Сборник стихов»), изданная в Казани в 1922; копии рукописного сборника стихов (1912), стихов поэта, напечатанных в журналах «Кармак», «Шуро», газетах «Вакыт», «Тормош», а также его визитные карточки. В экспозиции представлены произведения живописи, графики и скульптуры, предметы быта и декоративно-прикладного искусства XIX века, фото- и документальные материалы о
жизни и деятятельности поэта.
Зал этнографии демонстрирует культурно-бытовые особенности, обычаи и традиции жителей села и района.
В музее регулярно проводятся литературные встречи с известными поэтами и писателями, в вечерах поэзий учащиеся рассказывают стихи Бабича